# Dobra
Dobra este un oraș în Polonia.